# Tanjung Jati (Lintang Kanan)
Tanjung Jati is een bestuurslaag in het regentschap Empat Lawang van de provincie Zuid-Sumatra, Indonesië. Tanjung Jati telt 502 inwoners (volkstelling 2010).